# غونتسنهاوزن
غونتسن هاوزن (بالألمانية: Gunzenhausen) هي مدينة و بلدة ألمانية تقع في ألمانيا في منطقة فايسنبورغ غونتسنهاوزن. يقدر عدد سكانها بـ 16,450 نسمة .

## توأمة
لغونتسنهاوزن اتفاقيات توأمة مع كل من:
- فرانكينموث (1962 - )
- إيزل (فرنسا) منذ (1985 - )

## أعلام
- آدم نويزر
- سيمون ماريوس
- أوقست ريختر
- ماتياس نيسنر
- أوتو فيلي غيل